# Tournefortia densiflora
Tournefortia densiflora là loài thực vật có hoa trong họ Mồ hôi. Loài này được M. Martens & Galeotti miêu tả khoa học đầu tiên năm 1844.